# ワイドショー
ワイドショー（和製英語）とは、テレビ番組の一種。一つの番組内でジャンルを限定しない幅広い（ワイドな）内容を提供する番組である。

## 歴史

### 初期
日本においては、1964年4月、日本教育テレビ（NET）が朝の放送枠の目玉で日本ヴィックスの一社提供番組として、『トゥデイ』（NBC）を踏襲した『モーニングショー』が日本のテレビ局初のワイドショーである。1965年4月、平日正午の不毛の時間枠にNETが『モーニングショー』の成功に乗じて、『アフタヌーンショー』が開始された。その後、他局も追随し、平日午前枠で『スタジオ102』（NHK）、『小川宏ショー』（フジテレビ）が、深夜枠は『11PM』（日本テレビ・読売テレビ）、翌年1966年11月に平日午後枠は『2時ですこんにちは』（日本テレビ・読売テレビ）がそれぞれ第一号になっていった。いずれの番組も視聴率不毛時間帯の開拓に成功を成し遂げている。
放送開始当初は動画撮影・再生の技術は無く、スタジオからのトークと新聞社から提供されたニュース原稿が中心であった。1970年になると、『東京ホームジョッキー』（フジテレビ）にてテレビ番組内でのテレビショッピングが開始された。1976年、ワイドショーの番組構成として芸能ニュースがメインラインナップに連ねた状態が始まり、テレビ局と専属契約をした芸能リポーターが誕生することとなった。ワイドショーの相次ぐ成功を機会とし、民放キー局は平日午前・午後の放送枠にて横並びでワイドショーを編成するようになった。

### 1990年代から2000年代
日本のテレビ各局は芸能ネタ重視から社会問題などを積極的に取り入れるようリニューアルし、「ワイドショー」という呼称を忌避するかのように「情報番組」という呼称で呼ぶようになった。
1995年にオウム真理教事件報道による「特需」が発生するが、1996年に坂本弁護士一家殺害事件に関連したTBSビデオ問題の発覚により、TBSテレビは一時期平日午前のワイドショー枠から撤退することとなった。
こうした「ワイドショー」のニュース化に加えて、「ニュース」のワイドショー化も進行していった。当時のメディアスクラムの代表例として和歌山毒物カレー事件がある。
午後のワイドショーの間（14時から16時50分頃まで）に再放送を中心にバラエティやドラマ、アニメなどを放送する局もあったが、NHK、ビデオ問題直後のTBS、テレビ東京を除いた民放キー局は早朝から夕方までワイドショーとニュースを拡大するようになり、さらに番組尺を長く確保することで、生放送の番組で編成する放送局ばかりとなった。
生放送を拡大する点としては編集費用の削減も指摘される。

### 2010年代
2000年代後半から2010年代にかけてキー局の経費削減のため、準キー局である関西や愛知地区制作の全国区番組が増えた（『情報ライブ ミヤネ屋』（読売テレビ制作）、『ゴゴスマ』（CBCテレビ制作）など）。
2013年9月30日からはキー局の夕方ニュースの開始時刻が、17時前後だったのが15時50分頃（≒16時）に早められ、ワイドショー化が急激に進んでいる。

### 2020年代
2021年4月、TBSテレビはワイドショーしかなかった朝の時間帯に、日々のニュースには一切触らない「大喜利番組」とも言われる『ラヴィット!』を投入した。初期は低視聴率であったが徐々に知名度があがり人気番組となった。
電通メディアイノベーションラボ「頼りにするメディアに関する調査」（2018年11月、2020年12月）では、若年層を中心にワイドショーや情報バラエティは接触しない層が増えている。

## 番組構成
単独または複数の司会者により、番組をコーナーごとに区切り、テーマごとにおいて、ニュース、生活、スポーツ、芸能、社会など幅広い話題を、ごった煮的に取り扱う番組形態を採用している。生放送であり、放送時間が比較的長い（概ね1時間から2時間程度である）ことが特徴で、そこから「ワイド」な「ショー」という名称が発生した。放送時間帯が主婦層・高齢者層の在宅率が高い平日土曜日の午前(8時台~昼の報道番組開始前)と平日の午後(14時台~16時台)に編成されている。放送内容は基本的にニュースと企画コーナーの2つからなり、曜日によっては報道、芸能ニュースとは関わりのないコーナーが放送され、それが報道番組との違いを示す最大の要素である。また、ニュース等の話題に対し、複数の様々な肩書の人間（専門家や学識経験者のみならず、タレントや音楽家、大学運動部監督などまで）がコメンテーターとして出演する。

### 演出
報道番組との差別化を図るため、事柄の結果よりも、その結果に至る過程を物語的（ドラマチック）に演出することに重点を置く傾向があり、番組専属のレポーターが現場から事件・話題についてレポートを行うことが多いが、2015年時点で編成されている情報番組（ワイドショー）においては、番組制作費のコストダウン化により、局アナ若しくは報道局の記者、番組制作会社所属の番組ディレクターがレポートしている。事件ニュースと芸能ニュース、またグルメ企画や密着企画などでレポーターが区別されている。ただし事件レポーターが芸能分野の話題を追いかけたりすることもある。かつてワイドショーのメインであった芸能情報よりも、生活に密着した情報や政治・経済寄りの番組構成を敷いている。

## 問題点

### コメンテーターの発言
ワイドショーの場合、報道番組と比べイエロー・ジャーナリズムである、芸能人のゴシップ等を取扱うことが多いため、幅広い話題についてコメントするという構成において、コメンテーターの不用意な発言や専門分野外に言及した発言の信憑性が指摘される。世論形成においての悪影響を危惧する意見もある。
番組によっては、あらかじめ番組スタッフとでコメント内容を打ち合わせることがあり、コメンテーター本人ではなく、番組スタッフによって意図されたものをアナウンスしている。また、バランスを取っているように見せかけるために政府に批判的な人も入れるが、あえて論戦に負けそうな人を選んでいるとの指摘がある。しかし、ワイドショー（情報番組）の制作スタッフがコメンテーターのキャスティングにおいて、放送作家の高橋秀樹は重要なのは「情報を持った専門家、笑いの取れる人、気の利いた／時に毒ぎりぎりの印象批評が言える人」と指摘している。また、「一般視聴者の意見と同レベルの感想を代弁する」という立ち位置から置いていると主張している。

### 集団取材
ワイドショーの取材については疑問の声が付きまとい、綿密な取材によるスクープ報道で評価を得る一方、各番組のレポーターが一団となって渦中の人物にインタビューを求め追いかける姿が非難の的となっている。ことに芸能人が取材対象の場合は顕著で、反省を踏まえてこれまで幾度か「脱・芸能ニュース」を掲げることがある。

### 世論調査
2010年代からインターネットのニュースサービスが増えたことによりニュース記事に触れるポイントは増えているが、記事を配信しているのが既存の通信社、全国紙、地方紙、放送局、雑誌社がメインとなり、結果として同じ情報がポータルサイトで触れることにより、ワイドショーを視聴する状態と変わらないこともあり、通信社、全国紙、放送局が実施する世論調査の調査結果にも反映されることが多くなった。また、内閣支持率も数字も同様に調査結果に反映されることで、それをネタにしてマッチポンプ報道されることで内閣の批判報道の材料に使われ、政策判断に影響をさせるケースが存在している。

### メディアリンチ
視聴者の関心を引くために不祥事や失言を行った人を個人攻撃する（メディアリンチ）傾向にある。例えば、2016年2月に時の総務相・高市早苗が「電波停止」発言をした際ワイドショーはこの発言をほとんど報道せず、同時期に発覚した宮崎謙介の育休中の不倫問題について大々的に取り上げた。また2016年6月に発覚した舛添要一（当時東京都知事）の政治資金不正疑惑、2018年5月の日本大学アメリカンフットボール部のタックル問題など、ワイドショーの個人攻撃は枚挙に暇がない。その報道姿勢に対して「スッキリ!!」に出演していた評論家が「イジメエンタテインメント」と批判したほどである。